# أنيتا بوس بفاف
أنيتا بوس بفاف (بالألمانية: Anita Bose-Pfaff)‏ (و. 1942  م) هي بروفيسورة، وأستاذة جامعية، وسياسية ألمانية، ولدت في فيينا، هي عضوةٌ الحزب الديمقراطي الاجتماعي الألماني.